# Dimaro
Dimaro est une ancienne commune italienne située dans la province autonome de Trente dans la région du Trentin-Haut-Adige dans le nord-est de l'Italie. Elle fusionne le 1er janvier 2016 avec Monclassico pour former Dimaro Folgarida.

## Administration
| Période                                  | Période  | Identité         | Étiquette | Qualité |
| ---------------------------------------- | -------- | ---------------- | --------- | ------- |
| 18/05/2010                               | En cours | Romedio Menghini |           |         |
| Les données manquantes sont à compléter. |          |                  |           |         |

### Hameaux
Folgarida, Carciato

### Communes limitrophes
Malè, Cles, Commezzadura, Monclassico, Tuenno, Pinzolo, Ragoli

## Jumelages
- Unterdießen (Allemagne) depuis 1999